# أسامي كاواساكي
أسامي كاواساكي (باليابانية: 川崎亜沙美؛ بالكانا: かわさき あさみ) هي مصارعة محترفة وممثلة يابانية، ولدت في 18 أكتوبر 1984 في كيشيوادا في اليابان.

## وصلات خارجية
- أسامي كاواساكي على موقع IMDb (الإنجليزية)